# 法伊茲·穆罕默德·哈提卜

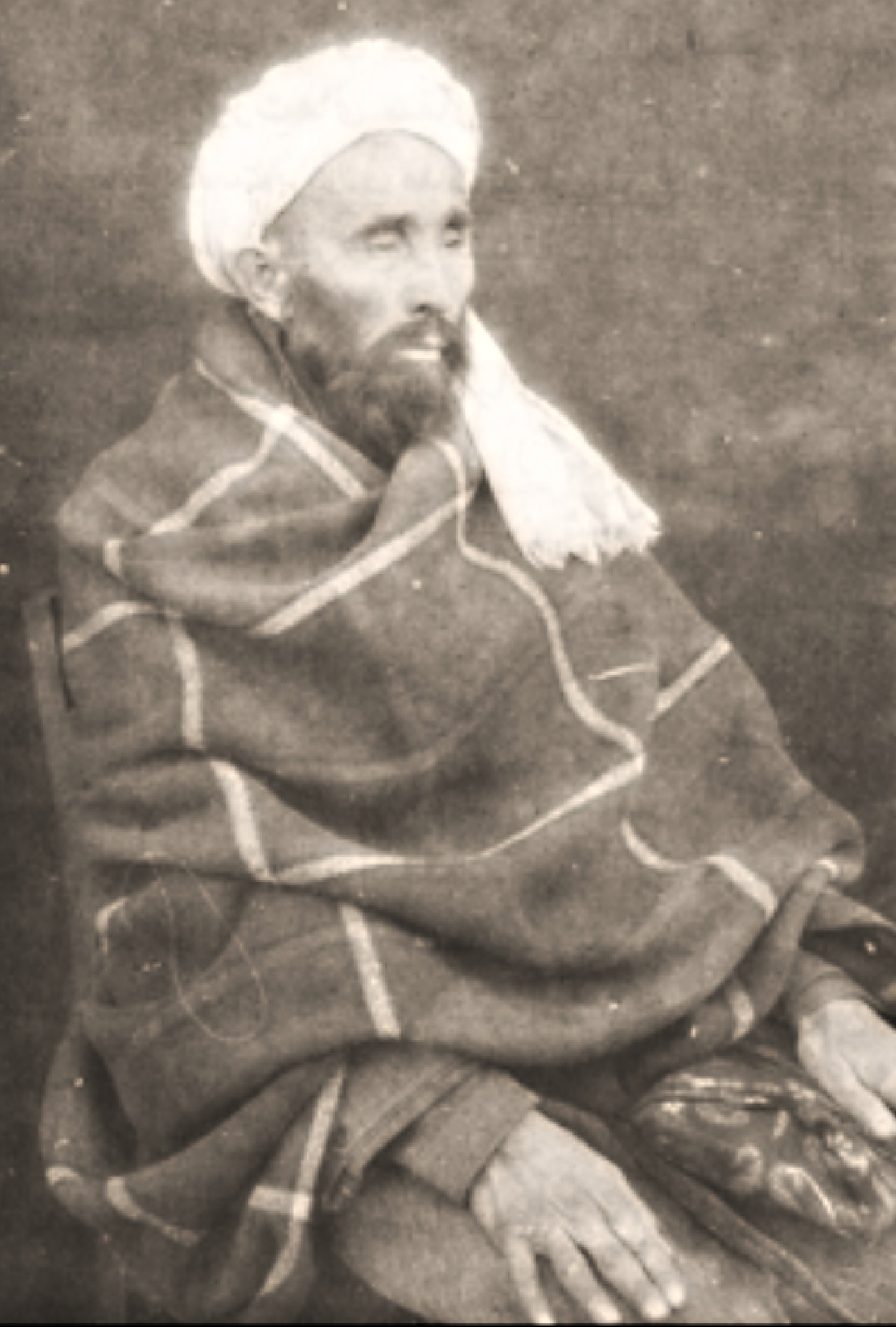
法伊茲·穆罕默德·哈提卜

法伊茲·穆罕默德·哈提卜（普什圖語：‎；1862年—1931年3月3日），哈扎拉族知識分子，歷史家、書法家。

## 早期生涯
他出身於穆罕默德和卓部落，生於加茲尼，在Qarabagh度過他的青年時期，由當地毛拉教導阿拉伯語和古蘭經，在1880年，他和他的家人先搬到Nawur，然後同年因為教派衝突，所以搬到坎大哈。在1887年他離開坎大哈了一年旅行，前往拉合爾和白沙瓦，他花了一些時間學習英語和烏爾都語。他最終在賈拉拉巴德落腳，並應邀在1888年參加了阿富汗埃米爾阿布杜爾·拉赫曼汗的行政管理。

## 歷史
他很快就被安排為阿米爾的長子，哈比布拉的隨從。在1919年，被哈比布拉國王任命為喀布爾哈比比婭高中的教師。
1929年，一個塔吉克人哈比布拉·卡拉卡尼驅逐祖阿曼烏拉汗，控制喀布爾九個月。這段期間他在喀布爾市內。
在佔領期間，法伊茲·穆罕默德被迫參阿曼烏拉汗派出的代表團與哈扎拉族群體進行反對塔吉克族領導人談判。據他交代，他成功地顛覆阿曼烏拉汗的計劃，導致任務失敗。不過，他和任務的領導者，努爾·阿拉丁·阿加，一個來自喀布爾什葉派吉茲爾巴什，付出了沉重的代價：兩者都擊敗判處死刑。但法伊茲·穆罕默德俸存下來，於1931年去世。

## 出版
法伊茲·穆罕默德最出名的事是編寫阿富汗歷史書。